# 톰 앤드 제리 (혼성주)

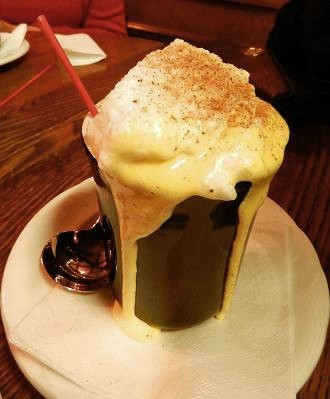

톰 앤드 제리(Tom and Jerry)는 미국에서 크리스마스철에 마시는 전통 칵테일이다. 19세기에 만들어졌다. 달걀술(크림, 우유, 달걀 등을 섞어 달짝지근하게 만든 술)에 브랜디, 럼를 섞고 뜨겁게 해 머그잔이나 사발에 마시는 술이다. 만드는 방법은 다양하다.